# Novăcești, Prahova
Novăcești (mai vechi, Păroasa) este un sat în comuna Florești din județul Prahova, Muntenia, România.
În 2011, satul avea 750 de locuitori.